# Parada de Cunhos
Parada de Cunhos est une localité de la commune portugaise de Vila Real.

## Géographie

Carte des localités de Vila Real.

La localité compte 1 939 habitants (recensement de 2011) répartis sur une surface de 7,04 km2. 